# Rio Berhina
O Rio Berhina é um rio da Romênia afluente do Rio Lăpuşnicul Mare, localizado no distrito de Hunedoara.